# Bikar karla 2013
La Bikar karla 2013, nota anche come Borgunarbikar per motivi di sponsorizzazione, è stata la 54ª edizione del torneo. È iniziata il 30 aprile 2013 con la prima partita dei turni di eliminazione e si è conclusa il 17 agosto 2013 con la finale che ha visto affrontarsi il Fram Reykjavík e lo Stjarnan, vinta dai padroni di casa per 3-1 ai calci di rigore, dopo che i tempi regolamentari e quelli supplementari si erano chiusi sul risultato di 3-3.
La finale si è giocata al Laugardalsvöllur di Reykjavík e la squadra vincitrice, ovvero il Fram Reykjavík, ha ottenuto la qualificazione per l'UEFA Europa League 2014-2015.
Il KR Reykjavík era la squadra campione in carica, avendo vinto la coppa per la tredicesima volta nell'edizione precedente.

## Primo turno
Hanno partecipato a questo turno 38 squadre delle categorie inferiori e 6 provenienti dalla 2. deild karla. Le 20 partite si sono disputate dal 30 aprile al 4 maggio 2013. Due squadre, lo Stál-úlfur e il Fjarðabyggðar, sono passate automaticamente al turno successivo dopo che i loro avversari si sono ritirati dalla competizione.
| Squadra 1       | Risultato   | Squadra 2      |
| --------------- | ----------- | -------------- |
| 30 aprile 2013  |             |                |
| Gnúpverjar      | 1 – 9       | Elliði         |
| 1º maggio 2013  |             |                |
| Berserkir       | 6 – 2       | KFS            |
| 3 maggio 2013   |             |                |
| Njarðvík        | 8 – 0       | Hönd Mídasar   |
| KFG             | 1 – 5       | Skínandi       |
| Grótta          | 3 – 0       | KH Reykjavík   |
| Hvíti riddarinn | 0 – 3       | Árborg         |
| ÍH              | 1 – 2       | Álftanes       |
| Þróttur Vogum   | 3 – 2       | Víðir Garði    |
| 4 maggio 2013   |             |                |
| Afríka          | 2 - 5 (dts) | Ýmir           |
| KFR             | 3 – 2       | Léttir         |
| Leiknir F.      | 0 – 3       | Einherji       |
| Ísbjörninn      | 1 – 6       | Hamar          |
| Reynis          | 11 – 1      | Vatnaliljur    |
| Ægir            | 1 – 0       | KB             |
| Kóngarnir       | 1 – 4       | Grundarfjörður |
| Snæfell         | 1 – 5       | Ármann         |
| Kormákur        | 0 – 9       | Magni          |
| Augnablik       | 5 – 0       | Kári           |
| Hómer Reykjavík | 4 – 2       | Stokkseyri     |
| Dalvík/Reynir   | 6 – 0       | Hamrarnir      |

## Secondo turno
Hanno partecipato a questo turno le 20 vincitrici del turno precedente, lo Stál-úlfur e il Fjarðabyggðar che avevano già passato a tavolino il primo turno, le restanti 6 squadre dalla 2. deild karla e tutti i 12 club della 1. deild karla.
| Squadra 1      | Risultato       | Squadra 2       |
| -------------- | --------------- | --------------- |
| 10 maggio 2013 |                 |                 |
| Árborg         | 1 – 3           | Ármann          |
| 12 maggio 2013 |                 |                 |
| BÍ/Bolungarvík | 7 – 1           | Augnablik       |
| 13 maggio 2013 |                 |                 |
| KA Akureyri    | 1 – 2           | Magni           |
| ÍR Reykjavík   | 2 – 5           | Selfoss         |
| KV             | 2 – 1           | Fjölnir         |
| Þróttur        | 4 – 2           | Afturelding     |
| Leiknir        | 6 – 0           | Njarðvík        |
| Víkingur       | 2 – 0           | Haukar          |
| Ýmir           | 3 – 1           | KFR             |
| Stál-úlfur     | 1 – 2           | Grótta          |
| Skínandi       | 1 – 2           | HK Kópavogur    |
| KS/Leiftur     | 1 – 3           | Völsungur       |
| 14 maggio 2013 |                 |                 |
| Þróttur Vogum  | 3 – 0           | Hómer Reykjavík |
| Álftanes       | 3 – 0           | Elliði          |
| Berserkir      | 1 – 2           | Hamar           |
| Reynis         | 7 – 0           | Grundarfjörður  |
| Ægir           | 3 – 4           | Grindavík       |
| Sindri Hofn    | 3 - 3 (4-3 dtr) | KFF Fjarðabyggð |
| Dalvík/Reynir  | 1 – 5           | Tindastóll      |
| Höttur         | 3 – 0           | Einherji        |

## Terzo turno
A questo turno hanno preso parte le 20 squadre vincitrici del secondo turno e le 12 squadre provenienti dall'Úrvalsdeild.
| Squadra 1        | Risultato       | Squadra 2         |
| ---------------- | --------------- | ----------------- |
| 29 maggio 2013   |                 |                   |
| Sindri Hofn      | 4 - 0           | Ýmir              |
| Þróttur          | 1 – 5           | ÍBV Vestmannæyja  |
| Fylkir           | 2 – 0           | Völsungur         |
| Leiknir          | 3 – 0           | Ármann            |
| ÍA Akraness      | 2 – 1 (dts)     | Selfoss           |
| Grótta           | 3 – 1           | Höttur            |
| Hamar            | 1 – 2           | Tindastóll        |
| BÍ/Bolungarvík   | 3 – 3 (3-1 dtr) | Reynis            |
| Magni            | 2 – 0           | Þróttur Vogum     |
| KV               | 0 - 0 (6-7 dtr) | Víkingur          |
| 30 maggio 2013   |                 |                   |
| Álftanes         | 1 – 2           | Víkingur Ólafsvík |
| KR Reykjavík     | 3 – 1           | Grindavík         |
| HK Kópavogur     | 0 – 4           | Breiðablik        |
| Þór              | 3 - 3 (3-4 dtr) | Stjarnan          |
| FH Hafnarfjörður | 3 – 2           | Keflavík          |
| Valur            | 1 - 2           | Fram Reykjavík    |

## Ottavi di finale
Il sorteggio per le ultime 16 squadre in gara è stato effettuato il 3 giugno 2013 nel quartier generale della KSÍ.
| Squadra 1         | Risultato       | Squadra 2        |
| ----------------- | --------------- | ---------------- |
| 13 giugno 2013    |                 |                  |
| BÍ/Bolungarvík    | 0 - 1           | ÍBV Vestmannæyja |
| 19 giugno 2013    |                 |                  |
| Grótta            | 3 – 2           | Magni            |
| Sindri Hofn       | 0 – 3           | Fylkir           |
| Víkingur          | 2 – 1           | Tindastóll       |
| Leiknir           | 0 – 3           | KR Reykjavík     |
| Víkingur Ólafsvík | 1 – 1 (4-5 dtr) | Fram Reykjavík   |
| 20 giugno 2013    |                 |                  |
| ÍA Akraness       | 0 – 3 (dts)     | Breiðablik       |
| Stjarnan          | 3 – 1           | FH Hafnarfjörður |

## Quarti di finale
| Squadra 1        | Risultato   | Squadra 2      |
| ---------------- | ----------- | -------------- |
| 7 luglio 2013    |             |                |
| ÍBV Vestmannæyja | 0 - 3       | KR Reykjavík   |
| Fylkir           | 2 – 3 (dts) | Stjarnan       |
| Víkingur         | 1 – 5       | Breiðablik     |
| 8 luglio 2013    |             |                |
| Grótta           | 1 – 2 (dts) | Fram Reykjavík |

## Semifinali
| Squadra 1      | Risultato   | Squadra 2    |
| -------------- | ----------- | ------------ |
| 1º agosto 2013 |             |              |
| Stjarnan       | 2 - 1 (dts) | KR Reykjavík |
| 4 agosto 2013  |             |              |
| Fram Reykjavík | 3 – 2       | Breiðablik   |

## Finale
| Arbitro: | Kristinn Jakobsson |

|                                         |                      |                                    |
| Björnsson 5’ (rig.), 72’ Gunnarsson 39’ | Marcatori            | 53’ Friðjónsson 64’, 88’ Ormarsson |
| Finsen Jóhannsson Björnsson Jónsson     | Tiri di rigore 1 – 3 | Friðjónsson Hewson Halsman Lowing  |